# We Are the People
Ne doit pas être confondu avec Championnat d'Europe de football 2020#Chanson_officielle.
Singles de Empire of the Sun
Walking on a Dream Standing on the Shore
We Are the People (Nous sommes le peuple) est un single du groupe electropop australien Empire of the Sun sorti en 2008. Il est extrait de l'album Walking on a Dream.

## Clip vidéo
La vidéo, réalisée par Josh Logue, a été tournée sur plusieurs sites du Mexique parmi lesquels le jardin des sculptures Las Pozas à Xilitla, la ville de Monterrey et Nuevo León. Elle met en scène notamment la fête du Jour des morts.

## Utilisations
- Publicité en Allemagne pour Vodafone (2010).
- Extrait dans le film The Roommate (La Coloc au Québec), thriller américain (2011).